# Al-Shaab (Hadramaut)
al-Shaab Hadramaut (arabisch نادي شعب حضرموت, DMG Nādī Šaʿb Ḥaḍramaut) ist ein jemenitischer Fußballverein mit Sitz in der Stadt al-Mukalla.

## Geschichte
Der Klub wurde nach eigenen Angaben im Jahr 1972 gegründet, nach anderen Angaben im Jahr 1964. Nach der Wiedervereinigung des Landes spielte der Klub in der Saison 1990/91 in der ersten Spielklasse des Landes. So ging man auch in die Saison 1991/92 über, stieg anschließend mit 27 Punkten allerdings ab. Zur Spielzeit 1994/95 kehrte man wieder ins Oberhaus zurück und konnte die Klasse auch erst einmal halten. In der Runde 1999/2000 gewann man mit dem President Cup dann auch den ersten Titel. So nahm man auch am Pokal der Pokalsieger 2001/02 teil, wo man jedoch mit 3:7 gegen al-Wihdat aus Jordanien gleich in der ersten Runde ausschied.
Der nächste Pokalsieg gelang dann in der Saison 2006. So nahm man am AFC Cup 2008 teil, wo man jedoch nur auf dem letzten Platz seiner Gruppe abschloss und so direkt wieder raus war. Auch wenn man in der Liga immer oben mithalten konnte, musste man nach der Spielzeit 2008/09 dann doch einmal absteigen. Nach der Folgesaison stieg man aber direkt wieder auf. Durch den zweiten Tabellenplatz in der Saison 2013 durfte der Klub am Super Cup 2014 teilnehmen und gewann diesen auch.
Nach der Militärintervention im Jahr 2015, durch die es sowieso keinen richtigen Spielbetrieb gab, fand mit dem YFA Tournament 2019/20 dann erstmals wieder ein landesweit ausgespieltes Turnier statt. In seiner lokalen Gruppe qualifizierte man sich für die Playoffs, wo man am Ende im Finale mit 3:2 n. E. gegen al-Wahda Aden gewinnen konnte. So wurde die Mannschaft zum Meister gekürt.

## Erfolge
- Yemeni League: 2019/20

- Yemeni President Cup: 
  - Sieger: 2000, 2006
  - Finalist: 1995/96, 2002/03, 2008

- Yemeni Supercup: 2013

- Unity Cup (May 22 Cup): 2009